# Giáo phận Công giáo tại Nhật Bản
Giáo hội Công giáo tại Nhật Bản hiện tại được tổ chức theo địa giới gồm có 3 giáo tỉnh là Tokyo, Ōsaka và Nagasaki. Trong các giáo tỉnh này bao gồm 16 giáo phận trực thuộc (3 tổng giáo phận và 13 giáo phận).

Bản đồ các giáo phận Công giáo Nhật Bản

## Danh sách
| Giáo tỉnh          | Giáo phận                      | Nhà thờ chính tòa                      | Giám mục quản nhiệm                            | Địa giới                                                | Giáo xứ                           | Giáo dân                          |
| ------------------ | ------------------------------ | -------------------------------------- | ---------------------------------------------- | ------------------------------------------------------- | --------------------------------- | --------------------------------- |
| Giáo tỉnh Tokyo    | Tổng giáo phận Tokyo           | Nhà thờ chính tòa Sekiguchi            | Tarcisiô Kikuchi Isao                          | Tokyo, Chiba                                            | 76                                | 95.484                            |
| Giáo tỉnh Tokyo    | Giáo phận Sapporo              | Nhà thờ chính tòa Kitaichijō           | Bênađô Katsuya Taiji                           | Hokkaidō                                                | 57                                | 16.091                            |
| Giáo tỉnh Tokyo    | Giáo phận Sendai               | Nhà thờ chính tòa Mototerakōji         | Edgar Cuntapay Gacutan                         | Aomori, Iwate, Miyagi, Fukushima                        | 52                                | 9.728                             |
| Giáo tỉnh Tokyo    | Giáo phận Niigata              | Nhà thờ chính tòa Niigata              | Phaolô Narui Daisuke                           | Niigata, Yamagata, Akita                                | 30                                | 7.259                             |
| Giáo tỉnh Tokyo    | Giáo phận Saitama              | Nhà thờ chính tòa Urawa                | Mariô Yamanouchi Michiaki                      | Saitama, Tochigi, Gunma, Ibaraki                        | 54                                | 21.376                            |
| Giáo tỉnh Tokyo    | Giáo phận Yokohama             | Nhà thờ chính tòa Yamate               | Raphaen Umemura Masahiro                       | Kanagawa, Shizuoka, Nagano, Yamanashi                   | 77                                | 54.815                            |
| Giáo tỉnh Ōsaka    | Tổng giáo phận Ōsaka-Takamatsu | Nhà thờ chính tòa Tamatsukuri          | Tôma Aquinô Maeda Manyo Phaolô Sakai Toshihiro | Ōsaka, Hyōgo, Wakayama, Tokushima, Kagawa, Ehime, Kōchi | 105                               | 51.413                            |
| Giáo tỉnh Ōsaka    | Giáo phận Nagoya               | Nhà thờ chính tòa Nunoike              | Micae Matsuura Gorō                            | Aichi, Gifu, Fukui, Ishikawa, Toyama                    | 48                                | 26.937                            |
| Giáo tỉnh Ōsaka    | Giáo phận Kyōto                | Nhà thờ chính tòa Kawaramachi          | Phaolô Ōtsuka Yoshinao                         | Kyōto, Shiga, Nara, Mie                                 | 46                                | 17.869                            |
| Giáo tỉnh Ōsaka    | Giáo phận Hiroshima            | Nhà thờ chính tòa Noborichō            | Alexis Shirahama Mitsuru                       | Hiroshima, Yamaguchi, Shimane, Tottori, Okayama         | 41                                | 20.675                            |
| Giáo tỉnh Ōsaka    | Giáo phận Takamatsu            | Sáp nhập vào Tổng giáo phận Osaka      | Sáp nhập vào Tổng giáo phận Osaka              | Sáp nhập vào Tổng giáo phận Osaka                       | Sáp nhập vào Tổng giáo phận Osaka | Sáp nhập vào Tổng giáo phận Osaka |
| Giáo tỉnh Nagasaki | Tổng giáo phận Nagasaki        | Nhà thờ chính tòa Urakami              | Phêrô Nakamura Michiaki                        | Nagasaki                                                | 72                                | 60.362                            |
| Giáo tỉnh Nagasaki | Giáo phận Fukuoka              | Nhà thờ chính tòa Daimyōmachi          | Josep Maria Abella Batlle                      | Fukuoka, Saga, Kumamoto                                 | 55                                | 29.075                            |
| Giáo tỉnh Nagasaki | Giáo phận Ōita                 | Nhà thờ chính tòa Ōita                 | Sulpizio Moriyama Shinzō                       | Ōita, Miyazaki                                          | 26                                | 5.701                             |
| Giáo tỉnh Nagasaki | Giáo phận Kagoshima            | Nhà thờ chính tòa Thánh Phanxicô Xaviê | Phanxicô Xaviê Nakano Hiroaki                  | Kagoshima                                               | 29                                | 9.187                             |
| Giáo tỉnh Nagasaki | Giáo phận Naha                 | Nhà thờ chính tòa Kainan               | Wayne Francis Berndt                           | Okinawa                                                 | 13                                | 6.104                             |